# 大波 (駆逐艦)
大波（おおなみ / おほなみ）は、日本海軍の駆逐艦。夕雲型駆逐艦（一等駆逐艦）の7番艦である。艦名は大波に由来し、海上自衛隊のあやなみ型6番艦とたかなみ型2番艦に引き継がれた。

## 概要
日本海軍が藤永田造船所で建造した夕雲型駆逐艦。1942年（昭和17年）12月29日に竣工。第三次ソロモン海戦で活躍した駆逐艦「夕立」艦長の吉川潔中佐が艦長を務めた。竣工後、1943年（昭和18年）1月20日付で第二水雷戦隊麾下の第31駆逐隊に編入される。トラック泊地に進出後、ガダルカナル島撤退作戦（ケ号作戦）に前進部隊（支援、牽制任務）として参加した。4月中旬から5月中旬にかけて、31駆2隻（大波、清波）は臨時に第二海上護衛隊の指揮下に入った。前進部隊（第二艦隊）に復帰後も、内地～中部太平洋諸島方面での護衛任務に従事した。
同年11月初旬、ろ号作戦にともないニューブリテン島ラバウルに進出、その後は南東方面部隊に編入される。同地では11月11日のラバウル空襲に遭遇し、「大波」と「巻波」は大破した「長波」の救援を行った。その後、第31駆逐隊（大波、巻波）は襲撃部隊（第三水雷戦隊）僚艦と共に、最前線での輸送任務や警戒任務に従事する。駆逐艦5隻でブカ島への輸送作戦実施中の11月25日、ニューアイルランド島南端沖でアーレイ・バーク大佐指揮下の米軍駆逐艦5隻に襲撃される（セント・ジョージ岬沖海戦）。日本側3隻（大波、巻波、夕霧）は一方的に撃沈された。「大波」では、第31駆逐隊司令香川清登大佐および吉川艦長含め、全乗組員が戦死した。

## 艦歴

### 竣工まで
1939年度（④計画）仮称第122号艦として藤永田造船所で建造。1942年（昭和17年）6月20日、「大波」の艦名が与えられ、同日付で夕雲型駆逐艦に類別された。11月15日付で平山敏夫少佐が大波艤装員長ならびに駆逐艦「白雲」艦長に任命される。「白雲」はガダルカナル島攻防戦初期の8月28日に空襲を受けて損傷し、呉鎮守府警備艦となり、呉や藤永田造船所で修理をおこなっていた。11月23日、藤永田造船所の艤装員事務所は事務を開始した。
12月20日付で平山少佐（白雲駆逐艦長、大波艤装員長）は兼務をとかれる。後任として吉川潔中佐（駆逐艦「夕立」沈没時艦長）が艤装員長に任命された。海軍兵学校教官への転任を断っての赴任であったという。
「大波」は12月29日に竣工した。吉川中佐も正式に艦長となった。同日、艤装員事務所は撤去される。舞鶴鎮守府籍となった。同日付で駆逐艦3隻（涼月、初月、大波）は警備駆逐艦に定められた。「大波」は呉鎮守府直率部隊に編入される。

### 昭和18年前半の行動
1943年（昭和18年）1月20日、「大波」は呉鎮守府直率部隊（重巡洋艦「青葉」ほか）から除かれ、第二水雷戦隊隷下の第三十一駆逐隊に編入された。
同日以降、「大波」は呉を出港し、重巡洋艦「愛宕」と軽巡洋艦「長良」（途中合流）をトラック泊地まで護衛する。「長良」艦長篠田勝清大佐指揮下の3隻（長良、愛宕、大波）は、1月25日トラックに到着、「大波」は「長波」と合流した。トラック泊地では、吉川が駆逐艦「五月雨」（第三次ソロモン海戦で吉川中佐や夕立乗組員を救助）の中村昇中佐と歓談することもあった。
2月初旬のガダルカナル島撤退作戦（ケ号作戦）で、第三十一駆逐隊は分散配備された。修理を要する「長波」はトラック泊地で待機、「巻波」は撤収部隊旗艦（指揮官橋本信太郎第三水雷戦隊司令官）として行動していたが、第一次撤収作戦で被弾、航行不能となった。「大波」は前進部隊指揮官（近藤信竹中将）の指揮下で、牽制部隊として行動する。
ケ号作戦成功を受けて、連合艦隊司令長官山本五十六大将はトラック泊地の主力艦を内地へ帰投させる。「大波」および駆逐艦「時雨」も、第三戦隊司令官栗田健男中将が指揮する回航部隊に加わることになった。また前年のルンガ沖夜戦で駆逐艦「高波」沈没時に戦死した清水利夫第三十一駆逐隊司令の後任として、2月12日付で香川清登大佐が任命され、同隊司令駆逐艦は「大波」に変更された。
2月15日、第三戦隊（金剛、榛名）、空母2隻、水上機母艦「日進」、重巡「鳥海」と「利根」、「大波」以下駆逐艦複数隻はトラック泊地を出港する。悪天候のため航空隊を収容できなかった隼鷹隊のみトラックへ引き返した。2月19日、鳥海隊（鳥海、冲鷹、嵐、大波）は佐世保や舞鶴へ向かう艦艇と分離する。2月20日、鳥海隊は横須賀に帰投した。
2月25日、駆逐艦「清波」が第三十一駆逐隊に配属され、同隊は夕雲型定数4隻を揃えた。31駆は健在の第1小隊（大波、清波）と、修理と整備を要する第2小隊（長波、巻波）にわかれた。2月28日、「大波」と駆逐艦「萩風」は空母「冲鷹」を護衛して横須賀を出港し、トラックへ進出した。3月5日トラック到着。以後、トラック周辺での対潜掃討や輸送作戦に従事する。
3月8日、特設巡洋艦「盤谷丸」（大阪商船、5,351トン）および「西貢丸」（大阪商船、5,350トン）が、二水戦の「海風」と「清波」の護衛下でトラック泊地に到着した。輸送船2隻には佐世保鎮守府第七特別陸戦隊（司令菅井武雄中佐）が分乗していた。当初、佐鎮七特はニュージョージア島ムンダに派遣される予定だったが、連合艦隊と協議の結果、配備先はギルバート諸島タラワに変更された。同時期の日本海軍は、ギルバート諸島の防備強化に乗り出していたという事情がある。「大波」と「清波」は輸送船2隻をタラワまで護衛することになった。「清波」艦長の有馬、「大波」艦長の吉川、佐鎮七特の菅井中佐は海軍兵学校50期の同期生で、親密な関係であったという。3月12日、輸送部隊（大波、清波、盤谷丸、西貢丸）はトラックを出港した。3月17日、船団はタラワに到着し、海軍陸戦隊を揚陸する。3月20日、輸送部隊はタラワを出発する。「清波」はクェゼリン環礁に回航され、別行動となった。「大波」は輸送船を護衛して、3月26日サイパン島に到着。翌日出発し、3月29日トラックに到着した。
4月9日、「大波」と「清波」は内南洋部隊に編入される。5月10日までの間、第四根拠地隊および第二海上護衛隊の指揮下にてトラックとラバウル、カビエン方面との船団護衛に従事した。
第三十一駆逐隊第1小隊（大波、清波）は5月10日に第二海上護衛隊（第四根拠地隊）の指揮下を離れた後も、引き続きトラック泊地周辺での間接護衛の任務に就いた。5月中旬にはトラックから日本本土へ戻る駆逐艦「春雨」、補給艦「間宮」以下輸送船団の護衛を途中まで実施した。
6月、空母「隼鷹」飛行機隊のマーシャル進出に先立って同艦関係の輸送が行われ、同時に「大波」がブラウンへの輸送などを命じられた。「大波」は6月13日にトラックを出発してブラウンへ向かい、次いでルオット経由でクェゼリンに到着。「第十八御影丸」を護衛してタロアへ行き、それからマキンを経て6月26日にトラックに戻った。

### 昭和18年後半の行動
7月上旬、「大波」は特設水上機母艦「山陽丸」と特設給兵船「興業丸」（岡田商船、6,353トン）を護衛して内地に帰投する。7月11日、「山陽丸」は呉に到着する。「大波」も呉で修理と整備を行った。7月18日 - 19日、「大波」と「漣」は特設給兵船「日朗丸」（日産汽船、6,534トン）と「日威丸」（日産汽船、6,542トン）を護衛して瀬戸内海を出撃した。2隻には南海第四守備隊（隊長、道下義行陸軍大佐）の第二次進出部隊が分乗していた。

7月28日、輸送部隊4隻はトラック泊地に到着した（その後、輸送船はラバウル進出）。
8月4日、「大波」と駆逐艦「舞風」は空母「大鷹」と共にトラックを出港する。「舞風」は同日夕刻に分離したため、空母の護衛は「大波」1隻となった。8月6日13時、対空訓練のため「大鷹」は之字運動をやめ速力18ノットで直進していた。この時、アメリカ潜水艦「パイク  (USS Pike, SS-173) 」が魚雷6本を発射した。「大鷹」の右舷中央部（煙突附近）に魚雷1本が命中したが不発だった。「大鷹」は潜望鏡に向けて高角砲と機銃を発砲、後方の「大波」も制圧射撃に加わったが、「パイク」は損傷なく離脱して行った。8月9日、「大鷹」は横須賀に到着した。
「大波」は舞鶴に回航されて8月12日に到着、舞鶴海軍工廠にて修理を実施した。
9月上旬、第三十一駆逐隊各艦の修理は完了した。日本海軍は丁一号輸送部隊（空母「隼鷹」、軽巡「木曾」「多摩」、駆逐艦「谷風」「大波」）を編成し、第52師団より抽出された甲支隊をポナペ島へ輸送することになった。輸送作戦は数回にわけて実施され、「大波」は特設巡洋艦「粟田丸」を護衛して9月18日に広島県宇品を出撃する。「大波」と「粟田丸」は9月26日ポナペに到着。9月30日に同地を出発、10月1日トラック泊地に到着した。第一次進出部隊は損害なく進出を完了し、丁一号輸送部隊は10月27日付（連合艦隊電令作第724号）をもって解散した。
この頃の第二水雷戦隊（能代、第二十四駆逐隊、第三十一駆逐隊、島風など）は連合艦隊（司令長官古賀峯一大将、参謀長福留繁中将）が指揮する主力部隊（戦艦部隊、機動部隊、遊撃部隊）と行動をともにしてエニウェトク環礁に進出した。
11月初旬、第三十一駆逐隊はろ号作戦にともなうカビエンへの輸送任務に従事した。第十戦隊司令官を指揮官とする輸送部隊のうち、第二部隊（大波、風雲）として10月31日トラックを出発、11月1日カビエンに到着した。11月6日にラバウルに進出し、第十戦隊（司令官大杉守一少将）の指揮下に入ってブーゲンビル島タロキナ輸送に参加した。同作戦は、支援部隊（指揮官：第十戦隊司令官、第一支援隊〈阿賀野、若月、風雲、浦風〉、第二支援隊〈能代、早波、長波〉）、挺身輸送部隊（指揮官香川31駆司令、警戒隊〈大波、巻波〉、輸送隊〈天霧、文月、卯月、夕凪〉）により実施された。輸送部隊は11月7日0時7分にタロキナ泊地着後、午前1時迄に揚陸を完了する。同日10時、ラバウルに帰投した。またブカ島輸送を終えた3隻（夕張、水無月、時雨）も同港に到着した。
11月11日、ラバウルはアメリカ軍機動部隊による大規模空襲を受けた。「長波」が大破した際、「大波」は「長波」を曳航しようとしたが、ワイヤーがスクリューに絡まったため、曳航は「巻波」が行うことになった。第二水雷戦隊・第十戦隊の大部分は、損傷艦を護衛してラバウルから撤収する。ラバウルに残る第二水雷戦隊は第三十一駆逐隊となった。
他の第二水雷戦隊各艦は、各方面に分散して行動していた。第三十一駆逐隊（大波、巻波、長波）は襲撃部隊（第三水雷戦隊）僚艦と共にラバウルで待機・訓練・修理をおこなう。

### 沈没
1943年（昭和18年）11月20日、襲撃部隊（指揮官：第三水雷戦隊司令官伊集院松治少将）の兵力（ラバウルもしくはトラック泊地所在）は、軽巡洋艦「夕張」、「大波」以下駆逐艦複数隻というものだった。
日本軍はアメリカ軍の次の目標をブーゲンビル島北西のブカ島とにらみ、戦力強化のため第十七師団の一部をラバウルより輸送することとなった。第三水雷戦隊司令官の指揮下、第三十一駆逐隊司令・香川清登大佐ひきいる日本軍駆逐艦部隊5隻は、輸送隊（指揮官第十一駆逐隊司令山代勝守大佐：天霧、夕霧、卯月）、警戒隊（指揮官：第31駆逐隊司令：大波〔司令駆逐艦〕、巻波）という編成でブカ島への輸送作戦を実施する。第一次輸送は11月21日に行われ、妨害を受けることなく陸兵約700名と物資25トンの輸送に成功した。
11月24日13時30分、香川司令指揮下の日本側駆逐艦5隻は、第二次輸送のためラバウルを出撃した。輸送隊3隻は20時49分にブカ島に到着、兵員約920名と物資35トンの輸送に成功した。代わりにラバウルに引き上げる海軍の航空要員600名を乗せて、22時45分にブカ島を離れた。沖合の警戒隊（大波、巻波）はアメリカ軍魚雷艇部隊と交戦、互いに戦果はなかった。
ラバウルに向け帰投中の11月25日日付変更直後、日本軍輸送部隊はニューアイルランド島セント・ジョージ岬東方海上でアーレイ・バーク大佐率いる第23駆逐戦隊（フレッチャー級駆逐艦5隻）にレーダーで捕捉され、先制雷撃を受けた（セント・ジョージ岬沖海戦）。アメリカ軍新鋭艦のレーダー性能は、日本側駆逐艦のレーダーより、はるかに優秀だった。魚雷推定2本が命中した「大波」は轟沈。「巻波」は反撃を試みたが、同様の運命を辿った。第三十一駆逐隊司令・香川大佐（戦死後、少将に進級）、吉川艦長（戦死後、中佐から少将に進級）以下大波乗組員230名全員が戦死した。またアメリカ駆逐艦部隊の追撃により、「夕霧」も撃沈された。輸送隊の「天霧」と「卯月」のみラバウルに帰投した。本海戦（吉川の戦死と駆逐艦3隻沈没）は、太平洋戦争における日米の技術格差と敗因を象徴する戦いとなった。この輸送作戦が、ソロモン諸島に対する最後の鼠輸送となった。
2月10日、「大波」と「巻波」は帝国駆逐艦籍、夕雲型駆逐艦のそれぞれから除籍された。また第31駆逐隊に夕雲型駆逐艦3隻（沖波、岸波、朝霜）が編入され、同隊は定数4隻（長波、岸波、沖波、朝霜）を回復した。

## 歴代艦長
艤装員長
1. （兼）平山敏夫 少佐：1942年11月15日[33] - 1942年12月20日[41] （本職：白雲駆逐艦長）
2. 吉川潔 中佐：1942年12月20日[45] - 1942年12月29日[11]

駆逐艦長
1. 吉川潔 中佐：1942年12月29日[11] - 1943年11月24日 戦死認定、同日付任海軍少将[207]